# Đại hội Thể dục Thể thao toàn quốc 1990
Đại hội Thể dục Thể thao toàn quốc 1990 là kỳ đại hội Thể thao toàn quốc lần thứ 2, được tổ chức ở thành phố Hà Nội từ ngày 02/09/1990 đến ngày 09/09/1990.
Đại hội có 33 đoàn tham gia thi đấu 18 môn. Kết thúc đại hội, đoàn Thể thao Thành phố Hồ Chí Minh xếp hạng nhất toàn đoàn.

## Bảng xếp hạng toàn đoàn
| TT | Đơn vị               | Vàng | Bạc | Đồng | Tổng số |
| 1  | TP. Hồ Chí Minh      | 64   | 39  | 23   | 126     |
| 2  | Hà Nội               | 39   | 34  | 34   | 107     |
| 3  | Quân Đội             | 21   | 16  | 25   | 62      |
| 4  | Hải Phòng            | 8    | 10  | 15   | 33      |
| 5  | Long An              | 5    | 10  | 10   | 25      |
| 6  | Khánh Hòa            | 5    | 7   | 7    | 19      |
| 7  | Thanh Hóa            | 4    | 12  | 8    | 24      |
| 8  | Hà Bắc               | 4    | 1   | 3    | 8       |
| 9  | Hải Hưng             | 3    | 8   | 4    | 15      |
| 10 | Đồng Nai             | 3    | 2   | 2    | 7       |
| 11 | Hậu Giang            | 2    | 0   | 3    | 5       |
| 12 | Hà Sơn Bình          | 2    | 2   | 1    | 5       |
| 13 | Quảng Ninh           | 1    | 4   | 8    | 13      |
| 14 | Đồng Tháp            | 1    | 3   | 7    | 11      |
| 15 | Tiền Giang           | 1    | 2   | 0    | 3       |
| 16 | Công an nhân dân     | 1    | 1   | 3    | 5       |
| 17 | Nghệ Tĩnh            | 1    | 1   | 1    | 3       |
| 18 | Bình Định            | 1    | 0   | 4    | 5       |
| 19 | Quảng Ngãi           | 1    | 0   | 0    | 1       |
| 20 | An Giang             | 0    | 4   | 8    | 12      |
| 21 | Hội thể thao Đại học | 0    | 2   | 4    | 6       |
| 22 | Quảng Nam - Đà Nẵng  | 0    | 2   | 2    | 4       |
| 23 | Thừa Thiên Huế       | 0    | 2   | 2    | 4       |
| 24 | Thái Bình            | 0    | 1   | 1    | 2       |
| 25 | Bến Tre              | 0    | 1   | 0    | 1       |
| 26 | Hoàng Liên Sơn       | 0    | 1   | 0    | 1       |
| 27 | Cửu Long             | 0    | 0   | 3    | 3       |
| 28 | Hà Nam Ninh          | 0    | 0   | 2    | 2       |
| 29 | Tây Ninh             | 0    | 0   | 1    | 1       |
| 30 | Vĩnh Phú             | 0    | 0   | 1    | 1       |
| 31 | Đắk Lắk              | 0    | 0   | 1    | 1       |
| 32 | Quảng Bình           | 0    | 0   | 1    | 1       |
| 33 | Minh Hải             | 0    | 0   | 1    | 1       |